# Absolute Benson
Absolute Benson è il trentunesimo album in studio del chitarrista e cantante statunitense George Benson, pubblicato il 23 maggio 2000 dalla GRP Records.
L'album è volto al recuperare lo stile che lo ha reso celebre con l'album “Breezin” grazie alla collaborazione del produttore Tommy LiPuma, presidente della GRP, riacquistando le atmosfere da Smoth Jazz con un disco soprattutto strumentale, infatti solo tre brani sono vocali lasciando il giusto spazio anche agli altri strumentisti, il bassista Christian McBride, il tastierista Joe Sample e il batterista Steve Gadd.

## Tracce
1. The Ghetto – 4:56 (Al Eaton, Donny Hathaway, Leroy Hutson, Todd Shaw)
2. El Barrio – 3:34 (George Benson, Kenny Gonzalez, Little Louie Vega)
3. Jazzenco – 5:48 (Marc Antoine)
4. Deeper Than You Think – 5:55 (Joe Sample)
5. One on One – 7:05 (Joe Sample)
6. Hipping the Hop – 3:57 (Joe Sample)
7. Lately – 4:22 (Marvin Sease, Stevie Wonder)
8. Come Back Baby – 5:59 (Ray Charles, Aretha Franklin)
9. Medicine Man – 7:00 (George Benson, Joe Sample)

Traccia aggiunta nella versione europea
1. El Barrio (Maw Mix) – 7:14 (George Benson, Kenny Gonzalez, Little Louie Vega)

## Classifiche
| Classifica (2000) | Posizione massima |
| ----------------- | ----------------- |
| Regno Unito       | 77                |
| Stati Uniti       | 125               |